# Acropimpla pictipes
Acropimpla pictipes là một loài tò vò trong họ Ichneumonidae.